# Matthias Bundschuh
Matthias Bundschuh (* 1966 in Gütersloh) ist ein deutscher Schauspieler, Drehbuchautor und Theaterautor.

## Leben

### Ausbildung
Bundschuh wurde in Gütersloh geboren und verbrachte seine Schulzeit in Bonn. Er studierte 1987/1988 mit einem Stipendium Schauspiel und Theaterwissenschaften am Royal Holloway College der Universität London. Es folgte eine Schauspielausbildung am Max Reinhardt Seminar in Wien (1988/1989) und von 1990 bis 1994 ein Schauspielstudium an der Hochschule für Schauspielkunst „Ernst Busch“ in Berlin. Sein Diplom als Bühnenschauspieler bestand er mit Auszeichnung.

### Theaterarbeiten
Bundschuh hatte mehrere feste Theaterengagements, zunächst von 1994 bis 1996 am Staatstheater Cottbus. Es folgte ein Engagement am Hebbel-Theater in Berlin, wo er in Robert Wilsons Inszenierung von Dr. Faustus lights the lights auftrat. An der Schaubühne am Lehniner Platz spielte er in dem Theaterstück Die Stunde, da wir nichts voneinander wußten von Peter Handke (Regie: Luc Bondy). Von 1998 bis 2000 war er am Deutschen Schauspielhaus in Hamburg engagiert. Dort trat er unter anderem als Sir Galahed in Merlin von Tankred Dorst unter der Regie von Jossi Wieler auf. Außerdem spielte er den Raimond, einen der Freier der Jeanne d’Arc, in Schillers Trauerspiel Die Jungfrau von Orleans, Regie: Matthias Hartmann.
2000 hatte er Engagements bei den Bad Hersfelder Festspielen (Mortimer in Maria Stuart) und am Theater Bremen (Kaiser und Euphorion in Faust II). 2000/2001 spielte er in Berlin in den Sophiensaelen den Monolog Ippolit hat sein Sterben auf übermorgen verschoben, um sich mit Ihnen zu treffen nach Motiven von Dostojewski, den er gemeinsam mit dem Regisseur Boris von Poser geschrieben hatte. Er gastierte damit auch am Schauspielhaus Zürich, am Schauspiel Hannover und an den Münchner Kammerspielen (2001).
Von 2001 bis 2006 war er festes Ensemblemitglied an den Münchner Kammerspielen. Er trat dort unter anderem als Komponist Zamrjaki in Der Marquis von Keith von Frank Wedekind (Regie: Peter Kastenmüller, Spielzeit 2001/02), als Malcolm in Macbeth (Regie: Calixto Bieito, Spielzeit 2001/02), als Legendre in Dantons Tod (Regie: Lars-Ole Walburg, 2001–2003), als Prinzessin von Eboli [sic!] in Don Karlos (Regie: Sebastian Nübling, Spielzeit 2003/04) und als Pjotr Sergejewitsch Trofimow in Der Kirschgarten (Regie: Lars-Ole Walburg, Spielzeit 2005/06) auf. Mit der Inszenierung von Macbeth gastierte Bundschuh 2001 auch bei den Salzburger Festspielen.
Von 2006 bis 2009 gehörte Bundschuh zum Ensemble des Deutschen Theaters Berlin, wo er unter anderen in Ein Sommernachtstraum (als Peter Squenz und als Elfe, Regie: Jürgen Gosch, 2007), in Was ihr wollt (als Kammermädchen Maria [sic!], Regie: Michael Thalheimer, 2006), in Ein Traumspiel (2008) und 2008 in dem Theaterstück Groß und klein von Botho Strauß spielte. Im Februar 2009 übernahm er die Sprechrolle des Haushofmeisters in der Oper Ariadne auf Naxos an der Deutschen Oper Berlin in einer Inszenierung von Robert Carsen. Im September/Oktober 2009 spielte er am Schauspielhaus Zürich die Titelrolle des Iwan Alexandrowitsch Chlestakow in der Komödie Der Revisor von Nikolai Gogol; in der Spielzeit 2010/11 übernahm er dort den Antonio in Shakespeares Komödie Viel Lärm um nichts. Für das Deutsche Theater Berlin schrieb und spielte er auch den Theatermonolog Jakob von Gunten (Uraufführung 2006) nach dem Roman von Robert Walser.
2011 spielte Bundschuh als Gast am Schauspiel Köln die Rolle des Gajew in Karin Henkels Inszenierung von Anton Tschechows Der Kirschgarten.
In der Spielzeit 2011/12 gastierte er am Schauspielhaus Zürich als Fleischer Oskar in Geschichten aus dem Wiener Wald (Regie: Karin Henkel); in der Spielzeit 2012/13 folgte der Oronte in Der Menschenfeind (Regie: Barbara Frey). 2013–2015 trat er wieder am Hamburger Schauspielhaus auf, u. a. als Hilfsschreiber Wilhelm Foldal in dem Ibsen-Stück John Gabriel Borkman (2015, Regie: Karin Henkel).
2016 gastierte er bei den Salzburger Festspielen als Trinculo in Shakespeares Spätwerk Der Sturm (Regie: Deborah Warner).

### Film und Fernsehen
Bundschuh wirkte in weit über 50 Film- und Fernsehproduktionen mit. Sein Debüt als Filmschauspieler gab Bundschuh 1992 in dem Fernsehfilm Lenz, wo er unter der Regie von Egon Günther die Rolle von Maximilian Klinger spielte. In dem Kinofilm Shoppen (2006) verkörperte er den karriereorientierten Controller Ralf, der beim Speed-Dating versucht, eine Partnerin zu finden.
Einen „bemerkenswerten Auftritt“ hatte er 2007 an der Seite von Hannelore Hoger in der Bella-Block-Episode Reise nach China, in der er den skurrilen Ex-Ehemann einer ermordeten Frau spielte. In der Tatort-Episode Salzleiche, mit Maria Furtwängler als Kommissarin Charlotte Lindholm, verkörperte Bundschuh 2008 den Dorfpolizisten Jakob Halder, den er als „freundlichen, aber undurchsichtigen“ Charakter anlegte. Von 2007 bis 2010 hatte Bundschuh außerdem eine durchgehende Rolle in der ZDF-Fernsehreihe Unsere Farm in Irland. Er spielte den schüchternen, schrulligen Patrick Sinclair, den Inhaber eines Teeladens.
In Margarethe von Trottas biografischem Spielfilm Hannah Arendt (2012) hatte er einen Kurzauftritt als konservativer New Yorker Intellektueller Norman Podhoretz. In der Heinrich-George-Filmbiografie George (2013) verkörperte Bundschuh den Schriftsteller und Widerstandskämpfer Günther Weisenborn. In der Literaturverfilmung Nackt unter Wölfen (2015) stellte er den SS-Hauptscharführer Gotthold Zweiling dar. Im Berliner Tatort: Ätzend (Erstausstrahlung: November 2015), dem zweiten Fall des Ermittlerteams Rubin und Karow, war er der Rechtsanwalt Lothar Thielgen.
In der 72. Folge der ZDF-Krimireihe Ein starkes Team (Wespennest, Erstausstrahlung Oktober 2017) spielte er den Nachbarn Stefan Wernicke, der eine Eigenheimsiedlung mit Überwachungskameras ausstattet. Im Münsteraner Tatort: Gott ist auch nur ein Mensch (Erstausstrahlung: November 2017) spielte er den Hotelportier und Künstler Robert Wenger, der sich am Ende als Serienmörder herausstellt. 2018 hatte er eine Hauptrolle als Dirigent Elias Berg in dem dokumentarischen Spielfilm Leningrad Symphonie, eine Stadt kämpft um ihr Leben von Carsten Gutschmidt und Christian Frey (Regie). In der ZDF-Krimireihe Das Quartett: Der lange Schatten des Todes (2019) spielte Bundschuh den Anwalt des Tatverdächtigen Rolf Torberg (Robert Gallinowski).
2022 spielte er unter der Regie von Matti Geschonneck den Erich Neumann in Die Wannseekonferenz, und gehörte zum Ensemble der ersten Staffel der Serie Neue Geschichten vom Pumuckl von Marcus H. Rosenmüller.
2023 stand Bundschuh in der Hauptrolle des Gutsherren für den Film Vergehen (AT) vor der Kamera (Regie: Sandra Kaudelka, Kamera: Albrecht von Grünhagen); das Drehbuch schrieb er nach Jan Peter Bremers Roman Der Fürst spricht.
Außerdem hatte er Episodenrollen in diversen Fernsehserien (u. a. Alphateam – Die Lebensretter im OP, SOKO Köln, Um Himmels Willen, Die Bergretter und In aller Freundschaft – Die jungen Ärzte).

### Sonstiges

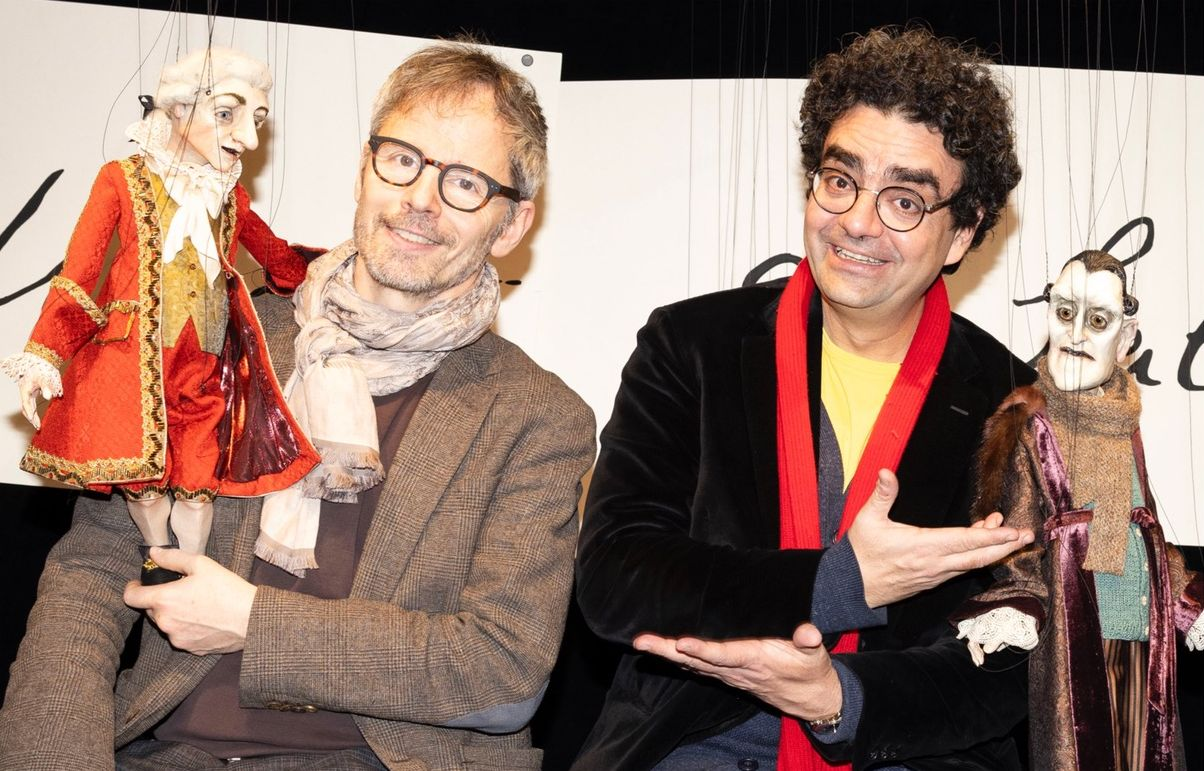
Mozartwoche 2024, Salzburger Marionettentheater, v. l. n. r.: Mozart, Matthias Bundschuh, Rolando Villazón, Salieri; Foto von Erika Mayer

Neben seiner Arbeit als Schauspieler ist Bundschuh in verschiedenen Funktionen im Bereich des Puppenspiels und des Marionettenspiels künstlerisch tätig. Er war Gründungsmitglied des „Michaelis Puppentheaters“ in Cottbus. Er entwarf dort Bühnenbilder und Kostüme, zeichnete Vorlagen für Marionettenköpfe und war für Regie und Licht verantwortlich.
2010 realisierte er mit dem Salzburger Marionettentheater den Marionetten-Kurzfilm Wohin ist, der ich war und bin nach einer Erzählung von Franz Werfel, bei dem er neben der Regie auch für das Drehbuch und das Filmdesign verantwortlich war. 2023 inszenierte er für das Repertoire des Salzburger Marionettentheaters Camille Saint-Saëns’ Der Karneval der Tiere. Am gleichen Haus war er im Rahmen der Mozartwoche 2024 Regisseur und Ausstatter für die Neuproduktion von Nikolai Rimski-Korsakows Mozart und Salieri.
Bundschuh lebt in Berlin und Bonn.

## Filmografie (Auswahl)
- 1992: Lenz
- 1996–1997: Alle zusammen – jeder für sich
- 2000: Alphateam – Die Lebensretter im OP – Väter und Söhne
- 2006: Shoppen
- 2007: Mogadischu
- 2007–2010: Unsere Farm in Irland
- 2008: Bella Block: Reise nach China
- 2008: Tatort: Salzleiche
- 2009: Tatort: Borowski und die Sterne
- 2009: Die Pfefferkörner – Tiere in Not
- 2009: Großstadtrevier – Echt falsch
- 2009: Polizeiruf 110: Endspiel
- 2009: Die Blücherbande
- 2010: Wohin ist, der ich war und bin (Kurzfilm, Regie)
- 2010: Lüg weiter, Liebling
- 2010, 2020: SOKO Köln – Entführt, Liebesgrüße aus Dellbrück
- 2010: Mein Leben im Off
- 2012: Ein Drilling kommt selten allein
- 2012: SOKO 5113 – Bergab
- 2012: Ein Jahr nach morgen
- 2013: Kommissar Stolberg – Die Unsichtbaren
- 2013: VERBRECHEN nach Ferdinand von Schirach – Der Igel
- 2013: Donna Leon – Auf Treu und Glauben
- 2013: Stralsund – Freier Fall
- 2014: Wir sind die Neuen (Der Rollkoffer Mann)
- 2014: Tatort: Wahre Liebe
- 2015: In aller Freundschaft – Die jungen Ärzte – Der erste Tag
- 2015: Hedi Schneider steckt fest
- 2015: Nackt unter Wölfen
- 2015: Vorstadtrocker
- 2015: Im Zweifel
- 2015: Tatort: Ätzend
- 2016: Die letzte Reise
- 2016: Sag mir nichts
- 2016: Erich Kästner: Das andere Ich (Dokumentarfilm)
- 2017: Professor T. – Mord im Hotel
- 2017: Großstadtrevier – Müllschlucker
- 2017: Ein starkes Team – Wespennest
- 2017: Tatort: Gott ist auch nur ein Mensch
- 2017: Harter Brocken – Die Kronzeugin
- 2018: Tödliches Comeback
- 2018: So viel Zeit
- 2018: Rentnercops – 1A-Stimmung
- 2018: Parfum – Herzakkord
- 2019: Letzte Spur Berlin – Bonuszahlung
- 2019: Das Quartett: Der lange Schatten des Todes
- 2020: Der Zürich-Krimi: Borchert und die tödliche Falle
- 2020: MaPa – Trau(er)
- 2020: Es ist zu deinem Besten
- 2021: Lieber Thomas
- 2021: Kroymann (Satiresendung, 1 Folge)
- 2022: Tatort: Gier und Angst
- 2022: Die Wannseekonferenz (Fernsehfilm)
- 2022: Nord bei Nordwest – Canasta
- 2022: Strafe – Ein hellblauer Tag (Fernsehreihe)
- 2022: Oskars Kleid
- 2023: Und dann steht einer auf und öffnet das Fenster
- 2023: Wann wird es endlich wieder so, wie es nie war
- 2023: Polizeiruf 110: Little Boxes
- 2023: Neue Geschichten vom Pumuckl (Fernsehserie)
- 2024: Mord mit Aussicht: Akte Waschbär

## Hörspiele
- 2013: Ödön von Horváth: Jugend ohne Gott – Regie: Uwe Schareck (Hörspiel – WDR)
- 2014: Joachim Ringelnatz: Als Mariner im Krieg – Regie: Harald Krewer (Hörspiel – NDR/DKultur)
- 2015: W. G. Sebald: Jetzund kömpt die Nacht herbey – Regie: Claudia Johanna Leist (Hörspiel – WDR)
- 2015: Eugen Egner: Die Landschaft – Regie: Thom Kubli (Hörspiel – WDR)
- 2015: Reinhold Batberger: Die Bibel der Hölle. Eine Vision des Dichters, Malers und Kupferstechers William Blake – Regie: Andrea Getto (Hörspiel – HR)
- 2018: Hilary Mantel: Brüder – Regie: Walter Adler (Hörspielserie – WDR)
- 2018: Cixin Liu: Der dunkle Wald. – Regie: Martin Zylka (Hörspiel – WDR)[18]
- 2021: Cixin Liu: Jenseits der Zeit. – Regie: Martin Zylka (Hörspiel – WDR)[19]
- 2021: John Steinbeck: Jenseits von Eden – Regie: Christiane Ohaus (Hörspielmehrteiler – NDR)
- 2023: Stephan Ludwig: Der nette Herr Heinlein und die Leichen im Keller – Regie: Anja Herrenbrück (Hörspielmehrteiler – MDR)
- 2023: F. Scott Fitzgerald: Der große Gatsby – Regie: Oliver Sturm (Hörspiel – NDR)